# Aristot Tambwe-Kasengele
Aristot Tambwe-Kasengele (* 4. Juni 2004) ist ein österreichisch-kongolesischer Fußballspieler.

## Karriere

### Verein
Tambwe-Kasengele begann seine Karriere beim SC Elite. Zur Saison 2013/14 wechselte er zum 1. SC Großfeld. Zur Saison 2014/15 schloss er sich der SV Donau Wien an. Zur Saison 2017/18 kam er in die Jugend des SK Rapid Wien, bei dem er ab der Saison 2018/19 auch sämtliche Altersstufen in der Akademie durchlief.
Zur Saison 2021/22 rückte der Verteidiger in den Kader der zweitklassigen Zweitmannschaft von Rapid. Sein Debüt in der 2. Liga gab er im Oktober 2021, als er am zehnten Spieltag jener Saison gegen den SK Vorwärts Steyr in der 59. Minute für Adrian Hajdari eingewechselt wurde. Im März 2022 verlängerte der Innenverteidiger seinen Vertrag beim SK Rapid Wien bis Sommer 2025. Kurz darauf stand Tambwe-Kasengele im April 2022 gegen den FC Red Bull Salzburg erstmals im Kader der ersten Mannschaft Rapids. Im selben Monat gab er dann gegen den Wolfsberger AC sein Debüt in der Bundesliga. Dies sollte sein einziger Einsatz für Rapids Profis bleiben. Nach der Saison 2024/25 verließ er den Verein.
Zur Saison 2025/26 wechselte Tambwe-Kasengele anschließend zu Zweitligist Admira Wacker.

### Nationalmannschaft
Tambwe-Kasengele wurde nach seiner Einbürgerung im Juni 2022 erstmals für die österreichische U-18-Auswahl nominiert.